# Leptogaster australis
Leptogaster australis là một loài ruồi trong họ Asilidae. Leptogaster australis được Ricardo miêu tả năm 1912. Loài này phân bố ở miền Australasia.